# Weberocereus glaber var. mirandae
A Weberocereus glaber var. mirandae egy mexikói epifita kaktusz, kultúrában nagyon ritkán lehet vele találkozni.

## Elterjedése és élőhelye
Mexikó, Cañón Sumidero, 15 km-re északkeletre Tuxtla Gutiérreztől, Chiapas állam területén.

## Jellemzői
Hajtásai vaskosabbak, erősebben tövisezettek az alapfajnál, virágai 120 mm hosszúak, erősebben szőrözöttek, a külső szirmok világoszöldek, a belsők fehérek.

## Rokonsági viszonyai
A típuslókuszról gyűjtött Weberocereus subsp. glaber és Weberocereus glaber var. mirandae ténylegesen különbözik a virág mérete és a tölcséren fejlődő szőrök számában; más lókuszokról gyűjtött példányok eddig még nem virágoztak.